# Joke Quintens
Joke Quintens, née le 21 juin 1973 à Hasselt est une femme politique belge flamande, membre du Sp.a, dont elle est vice-présidente depuis 2011.
Elle est licenciée en histoire (KUL, 1995). Elle fut enseignante (1997-2002), responsable de formation du Sp.a (2002-2007).

## Fonctions politiques
- échevine de Genk (2013-)
- députée au Parlement flamand:
  - depuis le 23 septembre 2013 au 25 mai 2014 (en replacement de Ludo Sannen)
  - depuis le 1er mars 2016 (en remplacement de Ingrid Lieten)